# Ampara (plaats)
Ampara (Singalees: Ampāra; Tamil: Ampāṟai) is een plaats in Sri Lanka en is de hoofdplaats van het district Ampara.
Ampara telde in 2001 bij de volkstelling 17.965 inwoners.